# ミュージックスクールウッド
ミュージックスクールWOOD（ミュージックスクールウッド）は、東京都都心部と神奈川県横浜市に拠点を持つ音楽学校。1976年（昭和51年）プロミュージシャン養成校として開校。卒業生からは、ミュージシャンやアーティスト、作曲家の他、音楽講師を多数輩出している。

## 概要と特徴
昭和51年（1976年）にプロミュージシャン養成校として開校して以来、「趣味の方からプロを目指す方までの総合音楽スクール」として長い歴史を持つ音楽学校である。全日制コースと月謝制コースに加えて、プロアーティストコースも近年開校し目的に合わせて幅広くコースを選べるようになっている。

### 全日制コース（基本科・本科・研究科）
本格的に音楽業界のプロを目指したい人のために全日制のコースが設けられている。原則、平日の11:00～15:30の間で授業が組まれ、1回あたりの授業時間は30分・60分・90分のいずれかとなっている。
このコースでは、音楽（または音楽業界）に直接関係のない授業は全て排除し、僅か1年間で多彩なカリキュラムを学べるシステムとなっている。1年間といっても、夏休み等の長い休暇も含めた40週授業が行われ、個人レッスン（マンツーマンの授業）は全学科で週2回（年間80回）必ず行われるため、他校の1.5倍近くの週にして音楽大学の3～4年分に匹敵し得るレッスン量と、充実したカリキュラム構成となっている。メインは本科となっているが、音楽経験の浅い初心者には1年で本科入学レベルの技量を習得できる基本科が設けられており、多くとも2年間でプロのレベルに達することが可能となっている。また、本科修了後更に学びたい人のための研究科も設けられている。このようなカリキュラムであるにもかかわらず、授業料は他校に比べて安いが、これらは専門学校にしないことや退会者が少ないこと、また必要以上に華美なパンフレットや無駄な施設、派手な宣伝などをカットすることによって実現が可能となっている。
カリキュラムの内容についても幅広く、例えば作曲本科では「音楽理論関係」「楽器演奏実技」「メカニック（DTM、シンセサイザーなど）」の習得を三本柱とし、楽器はDTM打ち込みのためのキーボードがメインとなるが、アレンジに必要なギターやベースに実際に触れられる授業や、ヴォーカルの授業も取り入れられている。他の学科でも違う楽器に触れたり、ヴォーカル・作曲・DTMを学べるようなシステムとなっている。また、ライブやレコーディングの実習の授業も取り入れられており、学科の垣根を越えて交流したり、チーム（またはバンド）を組んだりすることが可能である。
また、生徒の年齢幅が広く、大学卒業生や社会人なども多く通っているので、年齢層は音楽専門学校と比較すると高い傾向にある。勿論、学生が音楽のプロを目指しながら高校或いは大学卒業の資格を取ることも可能で、そうした生徒を対象に「Ｗ（ダブル）スクールコース」も設けられており、学校法人タイケン国際学園（日本ウェルネス高等学校および日本ウェルネススポーツ大学）と連携した高等部・大学部が設置されている。
尚、ウッドでは入学希望者を対象とした学校説明会が毎月開催されており、予約は必要なものの、無料で参加可能である。学校についての説明や体験レッスンのみならず、富田文雄講師が音楽業界の仕組みやプロデビューについての解説を行う「デビューセミナー」を受講することができる。

### 月謝制コース
前述の全日制コースのほかに、月謝制のコースも設けられている。こちらも授業料は抑えめにされている。個人レッスンには、月何回受けるかを指定して曜日や時間帯、科目・講師を自由に選べる（毎回の変更が可能である）フリータイム制（1回60分）と、毎週確実に同じ曜日・時間・科目・講師で習える固定制（1回30分）の２種類があり、前者は予約が必要である。こちらは全日制のようにカリキュラムは決まっておらず、個々のレベルや目標に応じてレッスンが行われる。受講者には全日制同様にプロを目指す人が少なくないが、単に趣味で楽器などをやりたい人なども歓迎している。また、固定制とほぼ同様のシステムで各学科に初心者コース（週1回、60分）もあり、音楽経験の浅い初心者が2ヶ月ほどで基礎を習得できる講座内容となっている。

### その他
- ウッドとしてもCDレーベルを複数持ち、音楽制作プロダクションも運営している[2]が、メジャーデビューを最終目的としており、「WOODアーティストプロジェクト」が全面的にサポートに当たっている。“バンドオーディション”や“デビューオーディション”など独自のイベントを開催しており、音楽業界との太いパイプを利用してレコード会社や音楽プロデューサーへのアプローチのチャンスを用意している。
- 講師陣には現役のプロデューサーやミュージシャン、アーティスト、音楽大学講師等、指導の質の高い講師が揃っている。またどんな経歴でも初めに約1年は指導研修を受けており[2]、講師間で指導法の研修を度々重ねている。
- 東京都を中心に展開しているため、地方から上京してくる生徒を中心に一人暮らしを始める生徒もおり、そのための提携学生寮がある[7]。学生寮では通常の一人暮らしでかかる自炊や家事の時間を、音楽活動やアルバイト等に充てることができるよう、食事のサポートも充実している。
- 平日の午前9:00～10:00または空きのレッスンルームがある場合に限り、楽器を持っていない人や練習をしたい人のために無料で楽器を使用できるシステムがある。
- シナリオライターや脚本家を目指しシナリオや脚本の書き方を学びたい人のためのライタースクールWOODも、富田文雄がスーパーバイザーとして関与する同系列の学校であり、講義は新宿校で行われる。2020年3月閉校。

## 学科

### ミュージックスクール
（全日制コースでは各学科に基本科・本科が設けられている。）
- ヴォーカル科
- ギター科（※月額制ではアコースティックギターコース・エレキギターコースの区分がある）
- ベース科
- 作曲［ミュージッククリエイター］科（※月額制では作曲コース・DTMコースの区分がある）
- ピアノ科（※月額制ではピアノコース・キーボードコースの区分がある）
  - ピアノ専攻
  - エレクトーン専攻：元々はエレクトーン科として独立していたが、2015年度よりピアノ科に編入。
- シンガーソングライター科：2015年度より新設。
- ブルースハープ科：ブルースハープはいわゆるハーモニカのことである。月謝制の入門コースと個人レッスン固定制のみで開講。

### ライタースクール
※2020年3月閉校
（新宿校でのみ開講）
- シナリオ（脚本）コース
- マンガ原作コース
- ゲームシナリオコース

## 講師と主な担当科目
- 小野裕（ギター）
  - ミュージックスクールWOOD学院長。
- 富田文雄（音楽理論・デビューセミナー・ヴォーカルアドバイス）
  - プロデューサーとして音楽業界に長く携わっている経験から、全日制説明会時に「デビューセミナー」を開催し、他の音楽大学等にも講師として招かれている。現在はアニメやマンガと音楽の融合を目指すべくアート部門でも活躍しており、ライタースクールWOODのスーパーバイザーも務める。
- 菊地純（デビュー指導・ヴォーカルアドバイス）
  - WOODアーティストプロジェクト開発部長・デビュー担当。大手レコード会社に就職していたことがあり音楽業界に太いパイプを持つ。
- 古川友子（ヴォーカル・ヴォイストレーニング・ピアノ）
  - ヴォーカル科主任講師。
- 刑部美佳（ヴォーカル）
- 川上考志（ヴォーカル）
- 佐藤めぐみ（ヴォーカル）
- 鈴木滋子（ピアノ・ヴォーカル・イヤートレーニング）
  - 音大時代に古川友子に師事。ウッドのほか、提携する日本ウェルネス高等学校の音楽教員も務める。
- 綱川恵美（ピアノ・ヴォーカル・イヤートレーニング）
- 貫輪久美子（作詞・作曲・ソングライティング・ピアノ）
- 野口雅子（ヴォーカル・ヴォイストレーニング・ピアノ）
- 福田美帆（ヴォーカル・ヴォイストレーニング・ポピュラー理論）
- 藤田弦（ヴォーカル・ギター弾語り）
- 皆川幸世（ヴォーカル）
- 近藤暁子（エレクトーン・ピアノ・音楽理論）
  - ピアノ科主任講師。
- 岡田紀久美（ピアノ・音楽理論・イヤートレーニング・キーボード・エレクトーン）
- 広瀬淳子（ピアノ・ソルフェージュ・ピアノグレード・指導グレード）
- 椎名拓（ギター・アンサンブル・理論）
  - ギター科主任講師。小柴大造のアルバム「僕と君のクレオール」等にギタリストとして参加した経験がある。
- 牛尾寿士（ギター・テクニカルクラス）
- 斉藤裕也（ギター・音楽理論・リーディング）
- 鈴木詩朗（ギター）
- 三浦聡（ギター）
- 三村均（ギター・アンサンブル・理論）
  - YASSがヴォーカルを務め、1990年にメジャーデビューを果たしたロックバンド「LoRaN」でギターを担当した経験を持つ[8]。
- 若林タク（ギター・スケールテクニック・アドリブテクニック）
- 大場圭一（ベース・アンサンブル・理論）
- 佐伯将太（ベース・音楽理論）
  - 大場圭一との出会いをきっかけに入学した全日制ベース本科の卒業生である。
- 石田洋（ピアノ・キーボード・作曲・DTM）
- 高橋聡（作曲・アレンジ・DTM）
  - 1991年にメジャーデビューをしたデジタルユニット｢SAKANA｣でヴォーカルを担当した経験があり、現在はプロデューサーとして活動中。
- 立川恵三（作曲・DTM・シンセサイザー）
  - 音大時代に富田文雄に師事。ジングルや番組BGMの制作等で放送関係に携わったり、キーボーディストとして有名アーティストのサポートを担当したりという経験を持ち、また声の良さを活かしFM局のラジオパーソナリティも務めている。WOOD主催で度々行われる「超初心者のための作曲・DTMセミナー」も担当する。
- 中村剛（ピアノ・キーボード・作曲・DTM）

- 星和生（作曲・DTM）
  - 作曲家としては、AKB48派生ユニットフレンチキス、平野綾、美郷あき等に楽曲を提供したことがある他、TVアニメ『神曲奏界ポリフォニカ』、『ラブライブ!』、『黒子のバスケ』等にキャラクターソングも提供している。
- 吉田雅彦（作曲・作詞・ソングライティング理論）
- 今出宏。（ブルースハーモニカ）
  - レコーディング参加：矢沢永吉、真心ブラザース、倖田来未、大塚愛、モーニング娘。、森山直太朗 他、映画：『劇場版 ドラゴンボールZ 神と神』『ALWAYS～三丁目の夕日』などに参加。その他、TVドラマやCMの曲にも多数参加。
- 照屋宗夫（作曲・DTM）
  - 作曲・編曲家としては、映画『あらしのよるに』や『キリン』等に楽曲を提供した経験がある。
- 坂川正美（ギター・音楽理論）
  - 男性。「坂川美女丸」の芸名で、1989年にバンド「カブキロックス」を結成してメジャーデビューした経験があり[9]、2002年の脱退後はソロで活動の傍ら、他のアーティストや作品に楽曲提供を行っている。2013年カブキロックスに復帰（再所属）。
- 岡本拓三（作曲・DTM、元fripSide1期・2期サポートメンバー）
- 野川エミ子（ヴォーカル・コーラス・ゴスペル）
- 田中光佳（ピアノ・ヴォーカル）
- 日高慶典（デビュー指導、作曲アドバイス）
  - 作曲家として小柳ゆき、久嶋美さち、成田昭次、D.D.D等に楽曲の提供を行ったことがある。
- 波木克己（ブルースハーモニカ）
- 五十部裕明（作曲・DTM）
- 濱渦真紀（ピアノ・作曲）
- 西由貴子（ピアノ・キーボード）
- 岸川詠子（ピアノ・キーボード・ヴォーカル）
- 吉見順子（ピアノ・キーボード）
- 井上富士子（ピアノ・キーボード）
- 奥田敏朗（ベース）
- 水嶋成典（ベース）
- 進藤大祐（ベース）
- 右山祐介（ベース）
- 森伸弘（ベース・DTM）
- 遠藤愛知（ギター）
- 林田則夫（ギター）
- 多田知規（ギター）
- 鈴木宏明（ギター）
- 服部康子（ヴォーカル）
- 舘野由香（ヴォーカル）
- 大久保修司（ヴォーカル）
- 金沢弘哲（ライタースクールWOOD シナリオコース・ゲームシナリオコース担当）

ほか
［参考］WOOD講師紹介ページ

## 主な卒業生
- 大塚紗英 - 月額制ヴォーカルコース（横浜校）出身[10]。キーボード[11]やギターも演奏でき、BanG_Dream!のプロジェクトの一環として結成された声優ユニットPoppin' Partyではリードギターを担当。
- 桐嶋ノドカ - シンガーソングライターとして2014年より活動を開始し[12]、翌2015年7月、ミニアルバム『round voice』 でメジャーデビューを果たした。
- a.mia(ユニバーサルよりデビュー)
- 影山円(作詞作曲・アーティスト)
- 三令-mirei-(BellwoodRecords)

ほか、ピアノ講師、エレクトーン講師、ブライダル奏者など

## 校舎
- 新宿校：新宿駅・新宿三丁目駅・新宿御苑前駅などからアクセス可能。
  - 新宿本校：総合受付のほか、個人レッスン用の教室もある。
  - 新宿中央校
  - 新宿中央通り校
  - 新宿御苑校（アネックスビル）
  - 新宿御苑校２
- 神田神保町校：東京メトロ神保町駅A7出口より徒歩1分。
- 横浜校：横浜駅西口より徒歩6分。
- 中野キャンパス：中野駅から徒歩3分。2016年3月まで全日制コースの校舎として使用（4月以降は建て直し工事に入る）。
- 江古田スタジオ：西武池袋線江古田駅から徒歩5分、または東京メトロ小竹向原駅から徒歩10分でアクセス可能。2016年4月より全日制コースの校舎。B1Fがライブホール、1F・2F・3Fがレッスンスタジオになっている。

［参考］アクセスマップ、全日制コース校舎